# Clarence Mitchell
Clarence Eden Mitchell (* 1962) ist ein britischer Journalist.
Clarence Mitchell war bis zum 18. September 2007 der Leiter des Media Monitoring Unit (MMU), einer Abteilung des Central Office of Information (COI). Vorher war er Reporter und Sprecher der BBC News. Zu Beginn des Vermisstenfalles Madeleine McCann war er auf Weisung der britischen Regierung Sprecher der Familie McCann, später trat er regelmäßig als privater Sprecher der Familie in Erscheinung. Am 18. September 2007 ist Clarence Mitchell vom Amt des Regierungsdirektors zurückgetreten, um Interessenkonflikte zu vermeiden.

## Leben
Mitchell wurde 1962 in Nord-West London geboren. Nach der Schule begann er eine Banklehre, aber diese Arbeit missfiel ihm. Im Jahr 1982 wurde er Volontär bei der Hendon and Finchley Times, wo er erstmals mit Margaret Thatcher in Verbindung kam. 1985 wechselte er zum Sunday Express und ging er dann als Radioreporter zur BBC in Sheffield und anschließend mit der Sendung „Look North“ zum Fernsehen in Leeds. 1989 kam er dann zu den „Breakfast News“ der BBC in London. Er wurde regelmäßig als Springer eingesetzt, wo er gerade gebraucht wurde, u. a. beim Kegworth Air Desaster als auch als Kriegsberichterstatter in Nord-Irland, Kuwait, Irak und auf dem Balkan. 1999 wurde er BBC-Nachrichtensprecher.
Er war auch eine bedeutende Figur in wichtigen Inlandsreportagen; er war in den Kriminalfall „Fred and Rosemary West Case“ involviert, wo ein mörderisches Pärchen junge Mädchen tötete und unter seiner Veranda in Gloucester vergrub. Er war auch als einer der ersten am Tatort in der Gowan Avenue, Fulham westlich von London, wo seine immens populäre Kollegin Jill Dando von einem professionellen Killer 1999 erschossen wurde. Der Fall wurde nie vollständig geklärt. Ebenfalls bekannt wurde er durch seine journalistische Arbeit in dem ungeklärten Fall des Mordes an dem Schulmädchen Millie Dowler aus Surrey 2002. Gegen Ende seiner BBC-Karriere wurde er oft bei Reportagen über das Britische Königshaus und die Aufarbeitung der Zeit nach dem Tod Dianas und den Tod von Queen Mum eingesetzt.
Im Jahre 2005 stieg er zum Direktor des „Downing St. No. 10 Media Monitoring Unit“ unter Premierminister Tony Blair auf. Im Mai 2007 wurde er vom Außenministerium (Consular Assistance Group, representing the foreigners department) zum Fall Madeleine McCann nach Portugal abgeordnet, um dort das Ehepaar McCann zu unterstützen. Er traf Gerald McCann aus diesem Anlass erstmals bei der Leicestershire Police während eines „Circumstantial Meetings“. Am 22. Mai reiste er daraufhin mit Gerald McCann zurück an die Algarve. Im September 2007, als die Eltern McCann zu Beschuldigten erklärt werden, quittierte er den Dienst unter Tony Blairs Nachfolger Premierminister Gordon Brown und wurde in Vollzeit Sprecher und PR-Berater der McCanns. Im März 2010 stand er im Dienst von David Cameron und half ihm bei seinem Wahlsieg 2010. Im Juli 2013 wurde er von der Conservative Party für den Wahlkreis Brighton-Pavilion aufgestellt, in dem er in der kommenden Parlamentswahl im Frühjahr 2015 gegen die Grüne Caroline Lucas antrat und verlor. Zudem erhielt er einen Managerposten bei Burson-Marsteller, einer der größten PR-Agenturen Britanniens, die zur weltgrößten PR-Agentur WPP gehört. Weiterhin war er im Management der Lobbyorganisation Enterprise Forum der Conservative Party engagiert.
Mitchell hat ein Haus in Bath, ist verheiratet und hat zwei Töchter und einen Sohn.

## Presselinks
- FOCUS: Eltern auf Spurensuche in Deutschland (5. Juni 2007)
- taz: Medienspektakel – Der Fall „Madeleine“ (11. September 2007)